# Коган Леонід Борисович
Леонід Борисович Коган (14 листопада 1924, Катеринослав, УРСР, СРСР — 17 грудня 1982, Митищі, СРСР) — совєцький єврейський скрипаль та педагог. Один з найяскравіших представників радянської скрипкової школи. Народний артист РРФСР (1964). Лавреат Ленінської премії (1965). Народний артист СРСР (1966).

## Біографія

Леонід Коган зі скрипкою

Народився в Катеринославі (нині — Дніпро) 14 листопада 1924 року в сім'ї скрипаля-любителя, фотографа за професією. Початкову музичну освіту здобув у Дніпропетровському музичному училищі, де навчався за класом скрипки в Пилипа Ямпольського (вихованця славнозвісної школи Леопольда Ауера, однофамільця Абрама Ямпольського), пройшовши попередню підготовку в місцевого вчителя Іллі Гольдберга. Оскільки хлопчик рано розкрив свої музичні здібності, то його сім'я переїхала до Москви. З десяти років навчався у класі Абрама Ямпольського, 1936 року вступив до нього у Московську Центральну музичну школу. У нього ж закінчив 1948 року Московську консерваторію, а 1953 — аспірантуру того самого закладу.
Дебют Когана на великій сцені відбувся 1941 року: він виступив з концертом Йоганнеса Брамса у Великій залі Московської консерваторії.
З 1944 року — соліст Московської філармонії. 1951 року здобув перемогу на конкурсі ім. королеви Єлизавети у Брюсселі. З наступного року і до кінця життя викладав у Московській консерваторії.
Помер 17 грудня 1982 року під час поїздки у потязі. Похований на Новодівочому цвинтарі у Москві.
Дружина Леоніда Когана: Єлизавета Гілельс (1919—2008) — скрипалька і педагогиня. Сестра славнозвісного піаніста Еміля Гілельса. Уродженка Одеси, де здобула базову загальну і музичну освіту. Діти Л. Когана і Є. Гілельс: син Павло (1952) — скрипаль і диригент. У 1989—2022 рр. стояв на чолі Московського державного академічного симфонічного оркестру; донька Ніна (1954) — піаністка. З юного віку виступала з спільно з батьком, акомпануючи йому. Нині мешкає в США.

## Творчість
Леонід Коган представляв так зване «романтично-віртуозне» крило радянської скрипкової школи. Іще з консерваторських років давав багато концертів, у тому числі — за кордоном. Репертуар скрипаля включав усю відому скрипкову музику, а також твори сучасників: свої концерти для скрипки з оркестром Когану присвятили Андре Жоліве, Арам Хачатурян, Тихон Хрєнников, Кара Караєв; Дмитро Шостакович починав писати для нього невтілений Третій концерт. Коган був неперевершеним виконавцем віртуозних скрипкових мініатюр і транскрипцій, у тому числі музики Нікколо Паганіні. Виступав Коган і у складі ансамблів, в тому числі в тріо з Мстиславом Ростроповичем та Емілем Гілельсом.

За спогадами людей, близьких Когану, для нього були характерні одержимість у роботі та безкомпромісна вимогливість до себе.
|  | Виконавець зобов'язаний намагатися зробити все від нього залежне, щоби публіка отримала багаті та різноманітні художні враження і пішла із зали з бажанням обов'язково відвідати наступний концерт |

 — таким було творче кредо Когана.

## Педагогічна діяльність

Компакт-диск «Леонід Коган. Останні записи» (Мелодія)

Леонід Коган викладав у Московській консерваторії близько 30 років. Він виховав багато талановитих учнів, серед яких — Вікторія Муллова, Марина Яшвілі, Андрій Корсаков.

## Відзнаки
- 1951 — Переможець конкурсу ім. королеви Єлизавети в Брюсселі, Бельгія
- 1955 — Заслужений артист РРФСР
- 1964 — Народний артист РРФСР
- 1965 — Лавреат Ленінської премії
- 1966 — Народний артист СРСР

## Інше
- У 1978 та 1982 роках був головою журі у номінації «скрипка» конкурсу Чайковського[6].

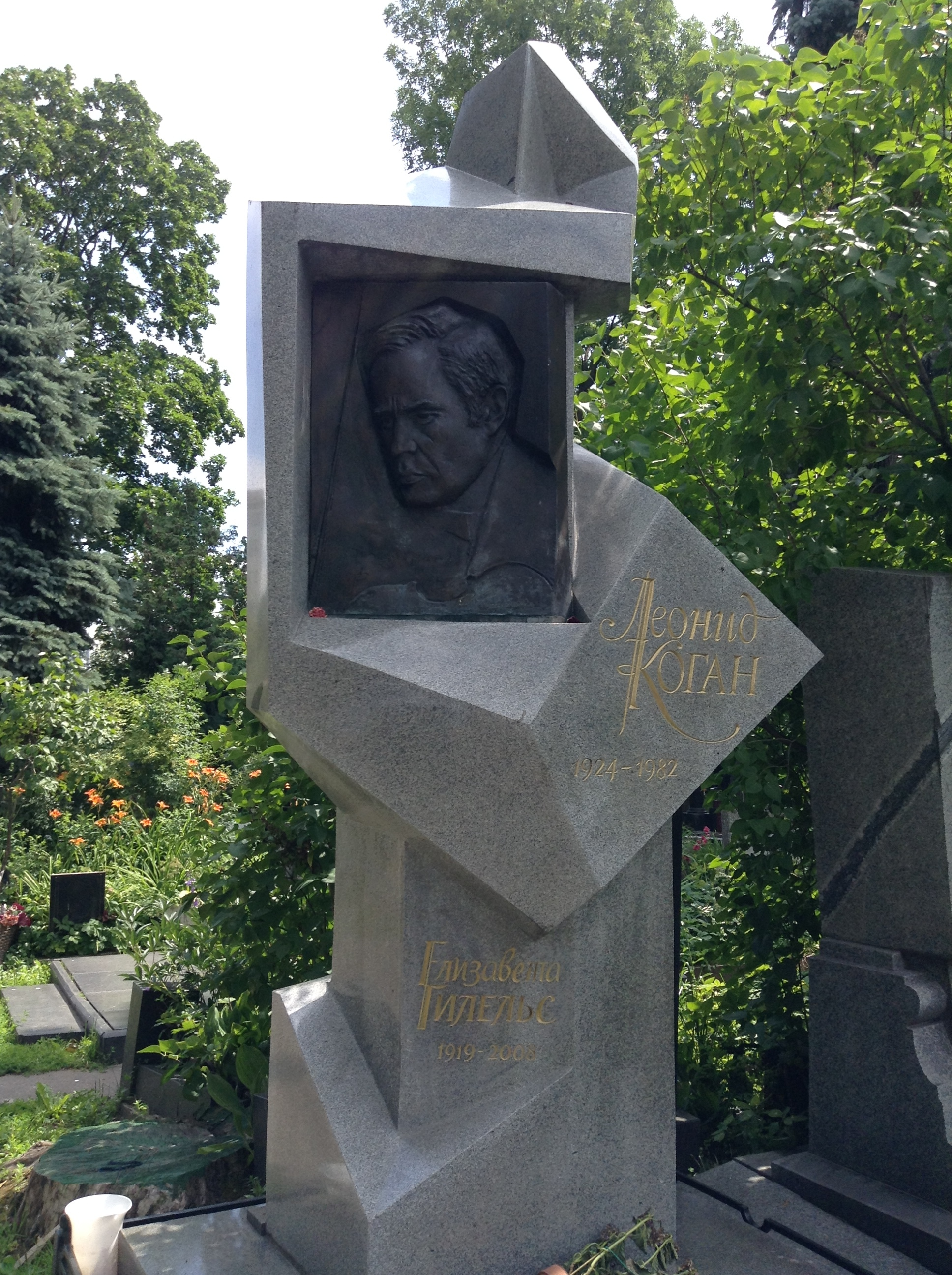
Пам'ятник на могилі Леоніда Когана на Новодівочому цвинтарі у Москві

## Фільмографія
Участь у фільмах, архівні кадри:
- «У святковий вечір» (1954, фільм-концерт)
- «Грає Леонід Коган» (1967, документальний)
- «Ніч у Мод» (1969, камео)
- «Скрипка Леоніда Когана» (1975, документальний фільм)
- «Нікколо Паганіні» (1982, камео)
- «Great Performances» (2000, TV Series, архівні кадри)
- «Леонід Коган. Неповторний» (2009, документальні кадри)

Композитор:
- «Фантазії на теми Дунаєвського» (1970, автор фантазій на теми І. Дунаєвського)